# Juliette Mayniel
Juliette Mayniel, née le 22 janvier 1936 à Saint-Hippolyte (Aveyron) et morte le 21 juillet 2023 à San Miguel de Allende (Mexique), est une actrice française.

## Biographie

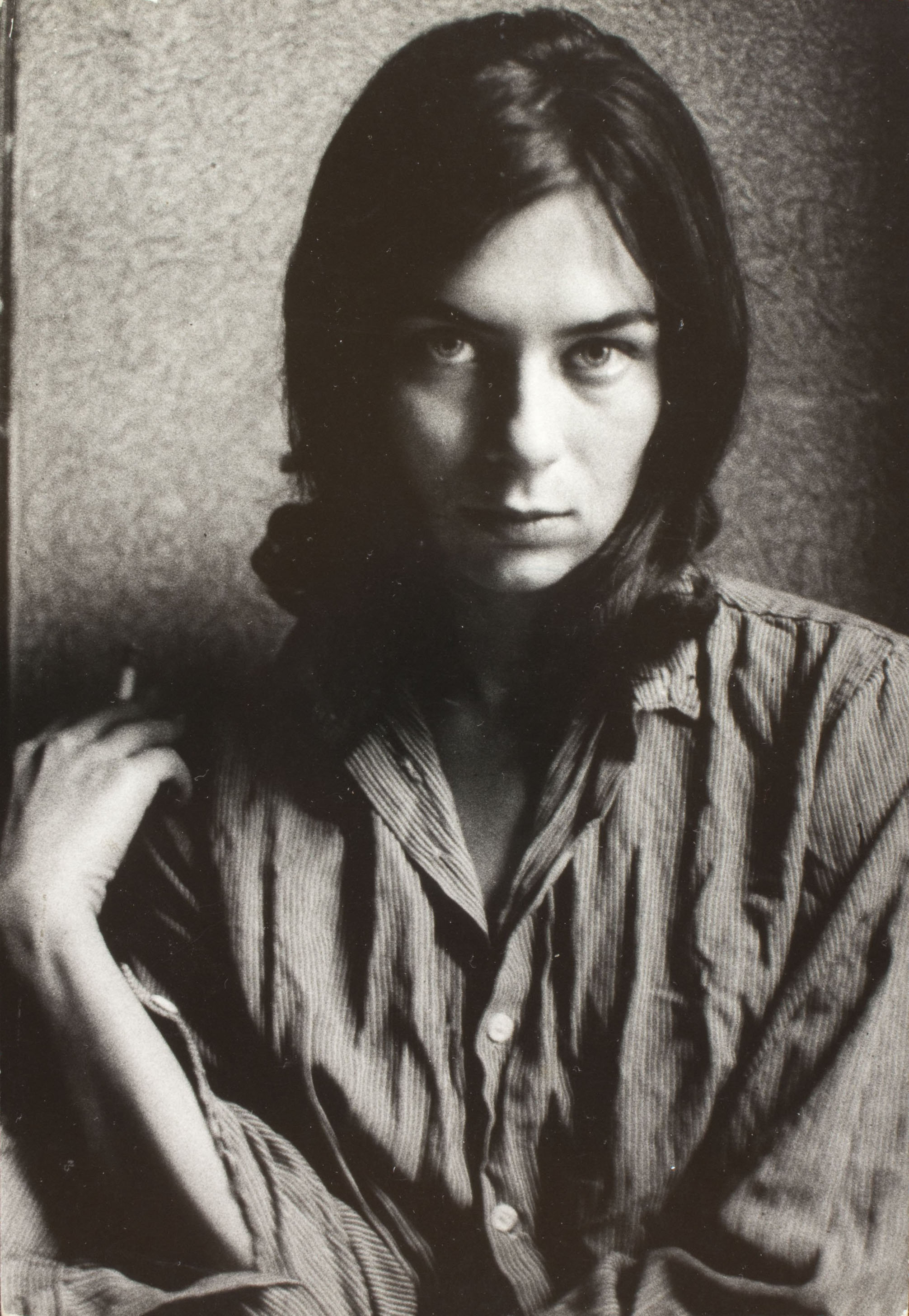
Juliette Mayniel, photographiée par Oriol Maspons, en 1960.

### Jeunesse et études
Juliette Mayniel est la fille du cafetier d'un petit village de l'Aveyron. Lors de la Seconde Guerre mondiale, ses parents partent vivre à Bordeaux où elle passe son adolescence. Elle découvre le théâtre au lycée.

### Carrière
Arrivée à Paris, Juliette Mayniel s'essaye au dessin de mode, puis pose pour des couvertures de magazines. Elle apparaît dans un film publicitaire dans lequel Claude Chabrol la repère. Il lui offre le premier rôle féminin de son film Les Cousins, qui sort en 1959 et grâce auquel elle accède à la notoriété, puis elle participe aux côtés d'Alida Valli et Pierre Brasseur au film Les Yeux sans visage (1960) de Georges Franju, diamant noir de l'histoire du cinéma français selon Olivier Père. Elle devient « l'inconnue la plus connue du cinéma français » et rejouera à trois reprises dans un film de Chabrol, dans Les Godelureaux (1961), Landru (1963) et Ophélia (1963) et est une figure familière, à l'instar d'Anna Karina, sur les affiches de films de ces années-là.
Elle remporte l'Ours d'argent de la meilleure actrice à la Berlinale 1960 pour son rôle dans Je ne voulais pas être un nazi (Kirmes) de Wolfgang Staudte.

### Mort
Juliette Mayniel meurt à l'âge de 87 ans le 21 juillet 2023 à San Miguel de Allende (Guanajuato, Mexique), où elle vivait depuis une vingtaine d'années.

### Vie privée
Elle se maria avec Robert Auboyneau en 1964.
De sa brève relation avec l'acteur italien Vittorio Gassman est né en 1965 un fils, Alessandro.

## Filmographie

### Cinéma
- 1959 : Les Cousins de Claude Chabrol : Florence
- 1959 : La Nuit des traqués de Bernard Roland : Josette
- 1959 : Pêcheur d'Islande de Pierre Schoendoerffer : Gaude Mével
- 1959 : Bonsoir, Juliette Mayniel, court métrage documentaire de Jean-Gabriel Albicocco : elle-même
- 1960 : Un couple de Jean-Pierre Mocky : Anne
- 1960 : Les Yeux sans visage de Georges Franju : Edna Grüber
- 1960 : Marche ou crève de Georges Lautner : Édith
- 1960 : Je ne voulais pas être un nazi (Kirmes) de Wolfgang Staudte : Annette
- 1960 : 47, rue Vieille-du-Temple, documentaire de Pierre Jallaud : elle-même [court métrage]
- 1961 : La Peau et les Os de Jean-Paul Sassy : Michèle
- 1961 : Les Godelureaux de Claude Chabrol : la nonne
- 1962 : Jusqu'à plus soif de Maurice Labro : Marie-Anne
- 1962 : La Guerre de Troie (La guerra di Troia) de Giorgio Ferroni : Creusa
- 1962 : À cause, à cause d'une femme de Michel Deville : Chloé
- 1962 : Ça c'est la vie de Claude Choublier [court métrage]
- 1963 : Landru de Claude Chabrol : Anna Colomb
- 1963 : Ophélia de Claude Chabrol : Lucie
- 1964 : Amori pericolosi, segment Il passo de Giulio Questi : la femme qui boite
- 1965 : Le Boeing décolle à seize heures (Il segreto del vestito rosso) de Silvio Amadio : Lorena Borelli
- 1968 : Et si on faisait l'amour ? (Scusi, facciamo l'amore?) de Vittorio Caprioli : Gilberta
- 1968 : Il gatto selvaggio d'Andrea Frezza (it)
- 1969 : L'Alibi (L'alibi) d'Adolfo Celi, Vittorio Gassman et Luciano Lucignani
- 1970 : Quella piccola differenza de Duccio Tessari : Antonella
- 1970 : Un amore oggi d'Edoardo Mulargia : Myra / Helena
- 1973 : Un flic hors-la-loi (Piedone lo sbirro), de Steno : Maria
- 1974 : Femmes au soleil de Liliane Dreyfus : Emma
- 1975 : Péchés en famille (it) (Peccati in famiglia) de Bruno Gaburro : Piera, la femme de Carlo
- 1975 : Un vice de famille (Il vizio di famiglia) de Mariano Laurenti : Magda
- 1976 : I prosseneti de Brunello Rondi : la comtesse Gilda
- 1976 : Il maestro di violino (it) de Giovanni Fago : Comtesse Margherita di Sansevero
- 1976 : Bestialité (Bestialità) de Peter Skerl (it) : Yvette
- 1978 : Terreur sur la lagune (Solamente nero) d'Antonio Bido : Signora Nardi
- 1982 : Di padre in figlio de Vittorio Gassman et Alessandro Gassmann : elle-même
- 1986 : Molly O de Gino Bortoloni : Sophie

### Télévision

#### Téléfilms
- 1958 : Les Tentations de la Fontaine de Pierre Viallet : Mlle Certain
- 1973 : Droga w swietle ksiezyca de Witold Orzechowski (pl) : Katarzyna
- 1977 : Un anno di scuola (it) de Franco Giraldi : la mère de Giorgio

#### Séries télévisées
- 1968 : L'Odyssée (L'Odissea) de Franco Rossi, Piero Schivazappa et Mario Bava : Circé
- 1968 : Il mondo di Pirandello de Luigi Filippo D'Amico : Giulietta Consalvi
- 1978 : Madame Bovary (série TV) de Daniele D'Anza : la marquise d'Andervilliers
- 1983 : Dieci registri italiani, dieci racconti italiani, épisode L'isola de Pino Passalacqua : Teresa

## Distinctions

### Récompenses
- Berlinale 1960 : Meilleure actrice pour Je ne voulais pas être un nazi